# ARA Forrest
El M/N Forrest (ARA Forrest, cuando estuvo al servicio de la Armada Argentina) fue un pequeño buque de carga costero, perteneciente a la Falkland Islands Company, capturado por la Armada Argentina el 14 de abril de 1982, en el marco de la guerra de las Malvinas y puesto al mando del Teniente de Navío Rafael G. Molini. Cumplió principalmente con labores logísticas. Actualmente presta servicios turísticos en la Patagonia chilena.
Este buque, al igual que el ARA Monsunen y el ARA Penélope (también capturados y utilizados por la Armada Argentina), pertenecían a la gobernación colonial británica de las islas Malvinas y realizaban tareas para la empresa Falkland Islands Company, viajando entre los distintos puertos del archipiélago.

## Historia

### Primeros años
En 1966 el gobierno colonial de las islas decidió reemplazar la embarcación Philomel y solicitó en el Reino Unido la construcción de un buque con las características necesarias y adecuadas a las aguas del Atlántico Sur. El Forrest fue botado en mayo de 1967 y recibió su nombre por W. Forrest McWahn, Ministro del Tabernáculo de las islas, que cumplió funciones entre 1934 y 1965 y tuvo buenas relaciones con los malvinenses. Costó unas 60.000 libras esterlinas.
Luego de un viaje de 37 días desde Inglaterra, arribó a las islas el 8 de noviembre de 1968 y entró en servicio el 1 de diciembre del mismo año. Entre sus tareas, trasladó cargas entre las diferentes localidades de las islas, distribuyó grandes cantidades de combustibles a las estancias ovinas y movilizó grandes cantidades de animales, especialmente ovejas. Para cumplir con faenas de mantenimiento y traslado de mercancías a las islas, viajaba una vez por año a Punta Arenas en Chile.

### Guerra de las Malvinas
El Forrest, que se encontraba amarrado en el muelle de la gobernación malvinense, fue requisado por los argentinos el 2 de abril en el marco de la Operación Rosario y, para disimular su presencia, se cubrió con pintura negra su color rojo original. Fue tripulado por personal de la Armada Argentina. Recién el 14 de abril la Armada tomó posesión oficial designando un comandante.
Entre sus funciones al servicio argentino, realizó tareas logísticas, remolcó a otros buques, exploró espacios marítimos, alijó naves grandes, rescató náufragos, recorrió las bases militares argentinas del archipiélago y llevó pertrechos hacia Pradera del Ganso. También realizó un combate contra un helicóptero artillado británico y colaboró en las operaciones de regado de minas en las aguas circundantes a Puerto Argentino. El buque ayudó a situar la posición de los artefactos explosivos y actuando como cortinador acústico antitorpedos británicos. El 29 de abril viajó a la isla de Borbón junto con el guardacostas PNA Islas Malvinas (GC82), enfrentando el difícil cruce del paso Tamar.
Cuando estaba cubriendo una guardia de vigía radar y esperando el ingreso a la rada de Puerto Argentino, el 1 de mayo, el Forrest participó del primer combate aeronaval de la guerra. El buque se hallaba fondeado en la caleta Riñón frente a la isla Celebroña, junto con el guardacostas Islas Malvinas. Por la tarde, un helicóptero Sea Lynx británico perteneciente a la fragata HMS Alacrity atacó el buque a 400 metros de distancia produciendo daños menores en la banda de babor. El capitán había ordenado alistar a la tripulación que sólo contaba con 13 fusiles automáticos FAL. Cuando el helicóptero se aproximó a cien metros, el Forest disparó todos sus fusiles. El helicóptero, averiado, se retiró hacia la bahía de la Anunciación, y tras ser perseguido, huyó hacia la flota británica para ser reabastecido de combustible.
Entre el 5 y el 10 de mayo, navegó por el estrecho de San Carlos, alijando barcos en Bahía Fox y Puerto Rey y trasladando cargas a Puerto Mitre. También se encargó del rescate de los náufragos del ELMA Río Carcarañá y del ARA Isla de los Estados (pudiendo salvar a solamente dos de los 24 tripulantes en la isla Cisne) y auxilió al ARA Monsunen cuando este encalló en una caleta luego de rechazar el ataque de las fragatas HMS Brilliant y HMS Yarmouth.
Desde el 28 de mayo hasta el final de la guerra en junio, el Forrest participó del patrullaje de las vías marítimas de aproximación a la capital isleña. Además, realizó tareas de traslado y practicaje. Tras la rendición de las fuerzas argentinas, el buque fue tripulado por marineros de la Royal Navy.

### Postguerra
Desde julio de 1982 hasta 1997 el Forrest continuó con su tarea de transporte y abastecimiento a los distintos puntos de las islas con la Falkland Islands Company. Tras 29 años de servicio fue dado de baja por la empresa. En 1999 fue adquirido por la empresa Marítima Transaustral Ltda. de Chile para cumplir con tareas en la región de Magallanes y de la Antártica Chilena. Tras una inversión, desde 2003 la empresa lo transformó en un buque turístico. Desde el 1 de octubre de 2007 el buque presta el servicio de crucero turístico en los fiordos y canales de la Patagonia chilena.